# Sorority forever
Sorority Forever est une web-série américaine diffusée exclusivement sur le web, créée et produite par une entreprise de production web Big Fantastic, les créateurs de SamHas7Friends et Prom Queen. Le réalisateur McG est producteur exécutif de la série. Celle-ci, dont la diffusion a débuté le 8 septembre 2008 aux États-Unis, sur TheWB.com, suivra l'histoire de trois nouvelles recrues dans la sororité la plus en vue et s'il y aura quelques éléments de Gossip Girl, la série contiendra aussi beaucoup de mystère à l'instar de Prom Queen.

## Distribution
- Jessica Rose : Julie Gold
- Jessica Morris (en) : Natalie Gold
- Taryn Southern : Taryn Monaghan
- Mikaela Hoover : Madison Westerbrook
- Angie Cole : Naomi King
- Annemarie Pazmino : Rachel
- Candice Patton : Mercedes Muna
- David Loren : Matthew
- Anabella Casanova : Bridget Reynolds
- Joaquin Pastor : Joaquin
- Cary Hungerford : Blake